# The Madagascar Penguins in a Christmas Caper
The Madagascar Penguins in a Christmas Caper is een korte computeranimatiefilm van DreamWorks Animation uit 2005. De film, die een duur heeft van 12 minuten, gaat over de pinguïns uit de populaire animatiefilm Madagascar, die vaak The Madagascar Penguins worden genoemd.
Aanvankelijk werd de film vertoond als voorfilm van The Curse of the Were-Rabbit. Vervolgens werd de film ook toegevoegd aan de latere edities van de dvd van de oorspronkelijke Madagascar-film. De regie van de film was in handen van Gary Trousdale. De productie werd gedaan door Teresa Cheng en het script was van de hand van Michael Lachance.

## Verhaal
In de dagen voor Kerst merkt Private, de jongste van de pinguïns, dat de ijsbeer helemaal alleen is. Hij vindt dat niemand Kerst alleen moet vieren, dus gaat hij de stad in om een cadeau voor de ijsbeer te kopen. Tijdens zijn uitstapje gaat er van alles mis waardoor hij uiteindelijk in een sok bij een oude dame aan de schoorsteen komt te hangen. De overige drie pinguïns komen erachter dat hij weg is en gaan erachteraan om hem te redden.

## Rolverdeling
| Acteur              | Personage                    |
| ------------------- | ---------------------------- |
| Tom McGrath         | Skipper (stem)               |
| Chris Miller        | Kowalski (stem)              |
| Christopher Knights | Private (stem)               |
| John Di Maggio      | Rico (stem)                  |
| Elisa Gabrielli     | Oude Dame (stem)             |
| Bill Fagerbakke     | Ted de ijsbeer (stem)        |
| Sean Bishop         | Portier / TV omroeper (stem) |